# Мерзебургские заклинания

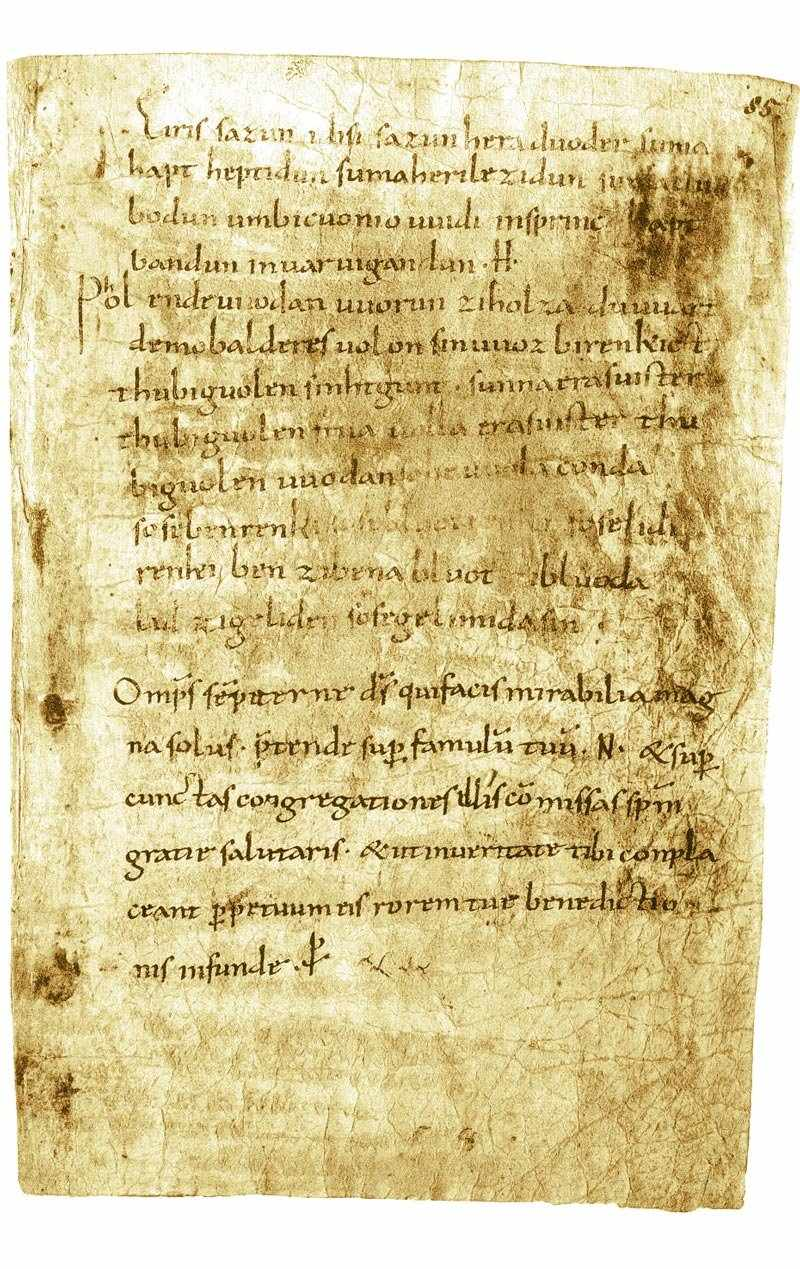
Страница рукописи с Мерзебургскими заклинаниями

Мерзебургские заклинания — два раннесредневековых заклинания, написанных на древневерхненемецком языке. Являются единственным сохранившимся на этом языке памятником немецкой языческой культуры; в них упоминаются персонажи германо-скандинавской мифологии. Были обнаружены Георгом Вайцем в 1841 году в богословской рукописи из Фульды, записанной в IX или X веке. Эта рукопись находится в библиотеке кафедрального собора в Мерзебурге; принятое название заклинаний происходит от данного города. Заклинания были впервые опубликованы Якобом Гриммом.
Первое заклинание касается избавления от оков и бегства от пленившего врага, второе — лечения вывихнутой ноги лошади. Тексты обоих заклинаний начинаются с мифологических вступлений, после чего следуют собственно «магические слова». Признаны литературными памятниками. По классификации относятся к «низовым» жанрам древнегерманской поэзии.